# 楊杲
楊 杲（よう こう、大業3年（607年） - 大業14年3月11日（618年4月11日））は、中国の隋の煬帝（楊広）の三男（末子）。小字は季子。生母は蕭嬪。

## 概要
大業9年（613年）、趙王に立てられた。また、光禄大夫、河南尹に任ぜられた。煬帝の行幸に従って、淮南に下り、江都太守を代行した。
楊杲は煬帝の様子を見て食が進んでいなかったときは、自分も一日中食べなかったという。また生母の一族で嫡母の蕭皇后が灸を打とうとしたとき、楊杲は先に自分が試したいと言いだし、皇后が許さなかったことがあった。「皇后さまが服用される薬は、皆が毒味します。いまお灸をされるならば、私が打たれたいのです」と泣き出してやまなかった。蕭皇后は灸をやめて、このときから実子ではない楊杲を可愛がるようになった。
大業14年（618年）3月、宇文化及が乱を起こすと、楊杲は父のそばにいて泣きやまなかった。すると裴虔通が煬帝の前で楊杲を斬り捨てた。享年は12。楊杲の血で煬帝の御服は濡れたと伝えられる。

## 伝記資料
- 『隋書』巻五十九 列伝第二十四「煬帝三男伝」
- 『北史』巻七十一 列伝第五十九「隋宗室諸王伝」